# Cliffhanger (film)
Cliffhanger is een Amerikaanse actiefilm uit 1993. De film werd geproduceerd door Renny Harlin en de hoofdrol was voor Sylvester Stallone.

## Verhaal
Tijdens het beklimmen van een berg kan Gabe niet voorkomen dat een vriendin zo'n 1.200 meter naar beneden valt. Acht maanden later wordt Gabe gevraagd naar dezelfde berg terug te keren om een groep gestrande klimmers te redden. Deze mensen zijn echter criminelen op zoek naar drie koffers met geld en hebben een ervaren klimmer nodig om hen naar het geld te leiden.

## Rolverdeling
| Acteur                | Personage                |
| --------------------- | ------------------------ |
| Sylvester Stallone    | Gabe Walker              |
| John Lithgow          | Eric Qualen              |
| Michael Rooker        | Hal Tucker               |
| Janine Turner         | Jessie Deighan           |
| Rex Linn              | Richard Travers          |
| Caroline Goodall      | Kristel (Jetstar-piloot) |
| Leon                  | Kynette                  |
| Craig Fairbrass       | Delmar                   |
| Gregory Scott Cummins | Ryan                     |
| Denis Forest          | Heldon                   |
| Michelle Joyner       | Sarah Collins            |
| Max Perlich           | Evan                     |
| Trey Brownell         | Brett                    |
| Paul Winfield         | Walter Wright            |
| Ralph Waite           | Frank                    |
| Vyto Ruginis          | FBI-agent Matheson       |
| John Finn             | Agent Michaels           |
| Bruce McGill          | Schatkist agent          |
| Kim Robillard         | Schatkist jet-piloot     |
| Jeff McCarthy         | Piloot                   |